# Laguna Baja
La laguna Baja es un cuerpo de agua que se encuentra ubicado en la provincia de Aysén, en la Región Aysén del General Carlos Ibáñez del Campo, Chile.
Desde el punto de vista geológico, se ubica en el margen sureste de la falla Liquiñe-Ofqui, a la cual se asocian una serie de lineamientos con direcciones predominantes en la zona. Incidiendo en la organización del relieve y en la orientación de los ejes de erosión glacial y fluvial, la Laguna Baja tiene una superficie de 0,11 km², representando una cubeta de sobreexcavamiento glacial.
(No debe confundirse con la Laguna Baja (Pecket), ubicada al norte de Punta Arenas.)

## Acceso
Consta con acceso vía terrestre por el lago Portales, por medio de la Ruta X-550. 

## Historia y arqueología
La Laguna Baja proporciona grandes vestigios de asentamientos, como aleros y cuevas, aumentando así las condiciones propicias para un poblamiento humano de sociedades de cazadores recolectores.

## Geomorfología
A nivel regional, la Laguna Baja se aloja en el margen noreste de la Región Patagónica y Polar del Inlandsis Antártico. Localmente, esta laguna se ubica en la subregión morfológica de las Cordilleras Patagónicas Orientales con Ríos y Lagos de Control Tectónico y Hundimiento (Börgel, 1983), sobre la Cordillera de los Andes bajo el efecto estructurador de la tectónica y modelador de la intensa actividad glacial cuaternaria. Se reconoce parcialmente la unidad morfoestructural de la Cordillera Principal, correspondiendo a las cumbres más altas del área (> 2000 m s. n. m.). Las rocas aflorantes corresponden a plutones graníticos. Y depósitos recientes poco consolidados correspondiente a depósitos fluvioglacial y glaciolacustres.

## Clima
El clima predominante en esta zona es el marítimo templado-frío y lluvioso. Se caracteriza porque la temperatura promedio del mes más cálido es inferior a 14 °C, los mínimos medios invernales no alcanzan a 0 °C, hay más de cuatro meses con temperaturas sobre los 10 °C y las precipitaciones anuales son cercanas a los 2973 mm, producto de los vientos generados por altas presiones, que provienen principalmente desde el Oeste (Westerlies), cargados de humedad en su largo trayecto oceánico descargan gran parte de esta en las laderas de barlovento.

## Flora y fauna
El predominio en esta zona es la región vegetal del Bosque magallánico siempre verde, Se trata de una selva siempre verde, que se instala donde las precipitaciones son superiores a 2.000 mm. Las especies dominantes son Nothofagus betuloides (coigue de Magallanes), Drimys winteri (canelo), Maytenus magellanica (leña dura), Pilgerodendron uvifera (ciprés de las Guaitecas) y Austrocedrus chilensis (ciprés de la Cordillera), Luma apiculada (Arrayán). En este bosque también se desarrolla gran cantidad de musgos, líquenes y helechos además de arbustos tales como Berberis ilicifolia (chelia), Berberis microphylla (calafate), Fuchsia magallánica (Chilco) y Ribes magellanicum (zarzaparrilla).
La fauna presente en este sector de la cuenca, que corresponde al flanco oriental de la Cordillera Principal, se compone del puma del sur (Puma concolor magellanicus) y en las partes inaccesibles quedan todavía algunos ejemplares de huemul (Hippocamellus b. bisulcus).